# Neoplasia
Neoplasia , também chamada neoformação, neoplasma, neoplastia ou tumor, é a proliferação celular local, sem que haja causa aparente, de crescimento excessivo, ilimitado e progressivo que ocorre nos tecidos ou nos órgãos. Esta relação é irreversível e com tendência a perda de diferenciação celular. Estas afetam todos os organismos vivos, não se resumindo assim, somente ao reino animal.
As neoplasias podem ser classificadas como benignas, malignas e potencialmente malignas (ou tumores de borderline). As benignas normalmente são pouco agressivos, isto é, não invadem os tecidos adjacentes. As potencialmente malignas apresentam características benignas em franco processo de malignização.

## Definição
Porque a neoplasia inclui doenças muito diferentes, é difícil encontrar uma definição abrangente.  A definição do oncologista britânico R.A. Willis é amplamente citada: "Um neoplasma é uma massa anormal de tecido, cujo crescimento excede e é descoordenado com o do tecido normal e persiste no mesmo modo excessivo depois da cessação do estímulo que provocou a alteração."

## Tipos
Uma neoplasma pode ser benigno, potencialmente maligno (pré-câncer), ou maligno (câncer).
- Os tumores benignos incluem o mioma uterino e o nevo melanocítico e tem normalmente característica circunscrita e localizada.[12]
- Neoplasias potencialmente malignas incluem o carcinoma in situ.
- As neoplasias malignas são comumente chamadas de câncer.
- A neoplasia secundária refere-se a qualquer classe de tumor canceroso que é ou um desdobramento metastático de um tumor primário, ou um tumor aparentemente sem relação que aumenta em freqüência após certos tratamentos de câncer, como a quimioterapia ou a radioterapia.

## Causas
Recentemente, o crescimento do tumor tem sido estudado usando matemática e mecânica do contínuo. Os tumores vasculares são, portanto, encarados como sendo amálgamas de um esqueleto sólido formado por células pegajosas e um líquido orgânico preenchendo os espaços em que essas células podem crescer. De acordo com este tipo de modelo, as cargas mecânicas podem ser tratadas e sua influência sobre o crescimento do tumor e o tecido envolvente e vasculatura elucidado. Descobertas recentes a partir de experiências que utilizam este modelo mostram que o crescimento ativo do tumor é restrito às arestas exteriores do tumor e que a rigidez do tecido normal subjacente inibe também o crescimento do tumor.
Há uma ligação entre as células tumorais e células normais, a célula tumoral é capaz de convencer as outras a produzir substâncias que lhe permitam invadir os tecidos vizinhos e migrar pelos tecidos do organismo.

## Neoplasias em paleopatologia
O conhecimento de neoplasias em populações passadas depende muito do estudo das manifestações ósseas presentes em esqueletos ou múmias, assim como dos registos médicos, iconografias e outras fontes documentais, porém, estes nem sempre estão disponíveis.
O estudo de neoplasias no passado passa, maioritariamente, pela análise macroscópica e radiológica das reações osteológicas. Porém, várias doenças que integram este grupo nosológico apresentam alterações ósseas com morfologia e distribuição muito semelhantes entre si. Pelo que o diagnóstico de neoplasias específicas através do esqueleto é bastante difícil. Atualmente, e cada vez mais, outras técnicas, como o estudo molecular e histológico, são usadas para diagnosticar, com maior confiança, o tipo de neoplasia. Porém, quando estas técnicas não estão disponíveis e as evidências ósseas são comuns a várias patologias, deve-se diferenciar apenas entre categorias mais amplas de doenças (neoplásicas, inflamatórias/imunitárias, vasculares, traumáticas, metabólicas, anomalias e inervações).
Neoplasias no registo paleopatológico
Na última década, vários casos de neoplasias foram registos em contextos arqueológicos, provenientes de várias regiões geográficas e períodos históricos. Estes são apenas alguns exemplos de neoplasias no registo paleopatologico português:
| Tipo de Neoplasia:  | Local de Proveniência:                                   | Período Histórico: | Autor:                       |
| Carcinoma Metástico | Necrópole de Constância, Santarém (Portugal)             | Séculos XIV-XIX    | Assis & Codinha, 2010        |
| Osteocondroma       | Igreja de Nossa Senhora da Anunciada, Setúbal (Portugal) | Séculos XVI-XIX    | Antunes-Ferreira et al, 2014 |
| Carcinoma Metástico | Coimbra (Portugal)                                       | Séculos XV-XX      | Wasterlain et al, 2011       |

## Reações osteológicas das neoplasias
Tipos de lesões ósseas:
- osteoblásticas - quando existe um crescimento ósseo que, por norma está associado a espículas ou tipo coral;
- osteolíticas - afetam as margens destruindo-as com grandes lesões, contudo há que ter em atenção de que há insetos que fazem o mesmo;
- osteoclásticas - são lesões menores que podem passar a ser grandes se a pessoa viver durante muito tempo;
- lesão permeativa - outra verdadeiramente destrutiva, parece que o osso fica roído pelas traças da madeira e pode levar à ausência de partes de osso;
- existe ainda a hipótese de lesões mistas, cuja distribuição das lesões afetam um osso ou vários, podem ser ou não assimétricas.[20] Estas lesões afetam sobretudo as epífises, metáfises ou as diáfises.

A análise cuidadosa deste tipo de lesões, a sua localização nos ossos afetados (epífise, metáfise, diáfise, osso cortical ou medular), distribuição no esqueleto, assim como o estudo da idade e sexo do indivíduo, permitem, não só distinguir entre lesões neoplásicas e lesões não-neoplásicas, mas também reduzir significativamente o número de diagnósticos possíveis.

## Diagnóstico diferencial
O tamanho e número de lesões é um importante fator para a distinção entre neoplasias malignas e benignas. Tumores benignos tendem a originar lesões únicas que, embora possam atingir grandes proporções, mais vulgarmente são de tamanho mais reduzido. As lesões malignas, pelo contrário, são caracterizadas por um grande crescimento/destruição local e/ou pela dispersão de várias lesões pelo esqueleto (metástases ósseas). Metástases ósseas, quer de origem lítica ou clástica, podem ocorrer em virtualmente todos os tumores malignos, mas são particularmente comuns em cancros de progressão lenta e mais frequentemente encontradas em ossos com maior fornecimento sanguíneo.
No que diz respeito às características morfológicas das lesões osteolíticas, tumores benignos tendem a formar lesões radiologicamente bem circunscritas/focais (geográficas), de margens redondas e bordos bem definidos. Lesões com origem em neoplasias malignas ou metástases, comummente, apresentam áreas de atividade osteolítica difusas e confluentes, margens irregulares (tipo “moth-eaten” ou permeativas) e sem bordo esclerótico. Na presença deste tipo de lesões também se deve considerar doenças de foro infecioso, uma vez que as características das lesões são muito semelhantes às descritas.
Para além da diferenciação entre tumores malignos e benignos, deve-se também ter em consideração que as lesões presentes no esqueleto podem ter outras etiologias. Cistos, anomalias de desenvolvimento como doença de Paget, doenças reumáticas como a artrite e entesopatias, doenças infeciosas como a osteomielite, treponematoses, lepra e tuberculose, e traumas cicatrizados, podem apresentar lesões muito semelhantes às provocadas por neoplasias, pelo que a observação cuidada da localização, distribuição e características das lesões presentes é pertinente para a integração ou exclusão destas condições no diagnóstico diferencial.